# Bboom Bboom
«Bboom Bboom» (кор. 뿜뿜, Ppumppum, Ппум-Ппум, стилизовано как BBoom BBoom) — сингл южнокорейской гёрл-группы Momoland. Выпущен 3 января 2018 года лейблом Duble Kick Entertainment и распространялся лейблом LOEN Entertainment в качестве лид-сингла из третьего мини-альбома группы Great!. Японская версия песни была выпущена King Records 13 июня 2018 года.
Музыкальное видео было загружено на YouTube-канал «1theK» одновременно с выходом сингла. Для продвижения сингла группа выступила на нескольких южнокорейских музыкальных шоу. В коммерческом плане песня «Bboom Bboom» стала первым хитом группы, занявшим второе место в цифровом чарте Gaon. Она также стала первой песней девичьей группы, получившей платиновый сертификат от Gaon.

## Композиция
«Bboom Bboom» — это песня в стиле данс-поп и электро-свинг. Она была написана Shinsadong Tiger и Beom x Nang. Shinsadong Tiger так же выступил в качестве композитора и продюсера. Песня написана в тональности ми минор и имеет темп 126 ударов в минуту.

## История

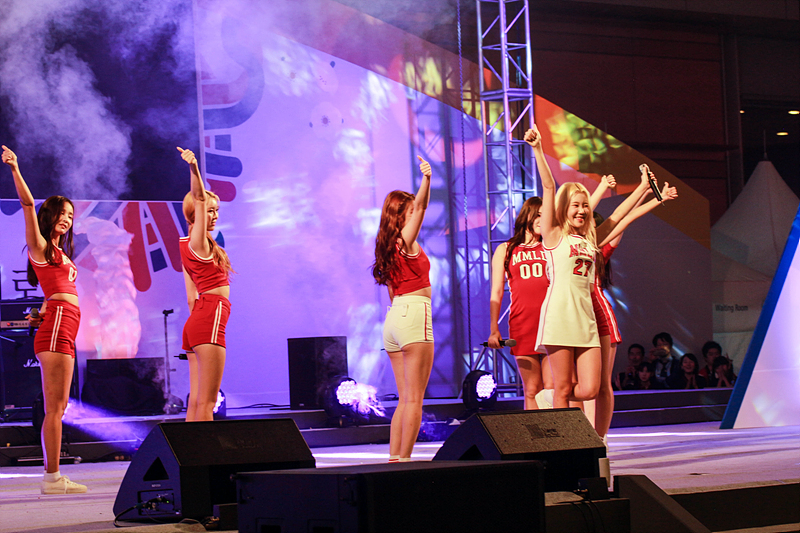
Momoland выступают с песней «Bboom Bboom» на Корейско-Японском фестивале Hanmadang в Сеуле, 9 сентября 2018 г.

Momoland выпустили свой второй мини-альбом Freeze! с одноимённым синглом в августе 2017 года. После выхода Freeze!, Shinsadong Tiger представил Ли Хён Джину, генеральному директору Duble Kick Entertainment, демоверсию трека «Bboom Bboom». Изначальная версия была отвергнута группой Momoland, из-за чего песня прошла через несколько редакций.
Перед выпуском в декабре 2017 года в сети появились тизеры с фотографиями группы Momoland с фотосессии для Freeze! и фрагментом песни.

### Выпуск
Песня была официально выпущена 3 января 2018 года компанией Duble Kick Entertainment и распространялась LOEN Entertainment в качестве четвёртого сингла группы. Она послужила лид-синглом для их третьего мини-альбома Great!. Инструментальная версия песни была включена в переиздание мини-альбома в качестве пятого трека.
Японская версия была выпущена 13 июня 2018 года компанией King Records. Она была также включена в выпущенный в 2019 году дебютный студийный альбом группы Chiri Chiri.
После релиза «Bboom Bboom», в тот же месяц, российская группа «Серебро» обвинила Momoland в плагиате их песни «Mi Mi Mi». Shinsadong Tiger, опроверг эти обвинения, указав, что «басовая линия часто звучит в жанрах ретро-хауса или электро-свинга, а также в аккорде 4-х строф».

### Промоушен
Для продвижения «Bboom Bboom» Momoland выступили на нескольких музыкальных ТВ-программах в Южной Корее, включая Inkigayo, M Countdown, Music Bank, The Show, Show Champion, Show! Music Core и Simply K-Pop.

## Видеоклип
Музыкальное видео на песню «Bboom Bboom» было загружено на официальный YouTube-канал «1theK» 3 января 2018 года одновременно с выпуском сингла. По сюжету клипа группа участвует в телепередаче «Магазин на диване». Видео стало вирусным и заняло 3-е место в рейтинге YouTube Rewind «Топ-10 самых популярных музыкальных видео в Корее за 2018 год». Seoul Beats в обзоре на видеоклип особенно отметили хореографию танцев, назвав её «запоминающейся и весёлой». В апреле 2021 года видео преодолело отметку в пятьсот миллионов просмотров.
Музыкальное видео на японскую версию песни было загружено на официальный YouTube-канал «J-Rock» 16 мая 2018 года. Танцевальная версия клипа была опубликована 25 июня 2018 года.

## Список композиций
| №  | Название             | Текст песни                  | Музыка                       | Аранжировка      | Длительность |
| -- | -------------------- | ---------------------------- | ---------------------------- | ---------------- | ------------ |
| 1. | «Bboom Bboom» (뿜뿜) | Shinsadong Tiger Beom x Nang | Shinsadong Tiger Beom x Nang | Shinsadong Tiger | 3:28         |

| №                   | Название                                                 | Текст песни                  | Музыка                             | Аранжировка         | Длительность |
| ------------------- | -------------------------------------------------------- | ---------------------------- | ---------------------------------- | ------------------- | ------------ |
| 1.                  | «Bboom Bboom» (Японская версия)                          | Shinsadong Tiger Beom x Nang | Shinsadong Tiger Beom x Nang       | Shinsadong Tiger    | 3:28         |
| 2.                  | «Welcome to Momoland» (Японская версия)                  | Duble Sidekick Yonghee       | Jake K Андреас Оберг Скайлар Моунс | Jake K              | 3:27         |
| 3.                  | «Bboom Bboom» (Японская инструментальная версия)         |                              | Shinsadong Tiger Beom x Nang       | Shinsadong Tiger    | 3:28         |
| 4.                  | «Welcome to Momoland» (Японская инструментальная версия) |                              | Jake K Андреас Оберг Скайлар Моунс | Jake K              | 3:27         |
| Общая длительность: | Общая длительность:                                      | Общая длительность:          | Общая длительность:                | Общая длительность: | 13:50        |

## Реакция

### Отзывы критиков
Жак Петерсон из Idolator включил «Bboom Bboom» в десятку «лучших» K-pop песен 2018 года, назвав её «самой весёлой песней» года. Paper включили песню в свой «Топ-20 K-pop песен 2018 года». Dazed также включили песню в список «20 лучших K-pop песен 2018 года», заявив, что песня «вернула в K-pop ощущение веселья и абсурда». BuzzFeed включили её список «30 песен определившим K-Pop в 2018 году» за её вирусность. Seoul Beats положительно оценили композицию, отметив, что «Bboom Bboom» является запоминающейся песней, которая также отражает «причудливый подход» к музыкальной составляющей, редкий для современный хитов: в частности это было достигнуто с помощью несколько резкого «сексуального рэп-брейкдауна», прерывающего лёгкую ритмичную часть песни. При этом рецензент добавил, что клип не лишён весомых недостатков, к которым он отнёс сомнительную концепцию, несовершенное исполнение и разочаровывающий продакшен. Обозреватель The Kraze Magazine особенно выделил бридж Ёну, который, по его мнению, «излучает так много сексуальности, что может определить потенциальное направление», в котором будет дальше двигаться коллектив.

### Коммерческий успех
В Южной Корее песня «Bboom Bboom» дебютировала на сорок восьмом месте в еженедельном цифровом чарте Gaon 20 января 2018 года. Она стала первой песней Momoland, вошедшей в музыкальный чарт Gaon. На второй неделе она поднялась на восемнадцатое место. Песня достигла пика в марте 2018 года, заняв втором место. В августе 2018 года она получила платиновый сертификат Gaon за достижение 100 миллионов прослушиваний. Песня стала второй, получившей платиновый сертификат, и первой среди женских исполнителей.
В Японии песня дебютировала на четвёртом месте в еженедельном чарте Oricon «Цифровые синглы» в первую неделю. На второй неделе она опустилась на двадцатое место. Она стала семнадцатым самым продаваемым синглом за июнь 2018 года, было продано 22 178 физических копий. Песня попала в еженедельный чарт Billboard Japan «100 горячих» на 9 место. Она также заняла шестьдесят второе место в ежегодном чарте Billboard Japan «100 горячих» и семьдесят шестое место в чарте «Стриминговые песни».

### Чарты
| Чарт (2018)                                       | Высшая позиция |
| ------------------------------------------------- | -------------- |
| Япония (Горячая сотня, Billboard Japan)           | 9              |
| Япония (Oricon)                                   | 4              |
| Республика Корея (Цифровой, Gaon)                 | 2              |
| Республика Корея (Горячая K-pop сотня, Billboard) | 2              |
| США (Цифровой, Billboard)                         | 4              |

| Чарт (2018)                             | Позиция |
| --------------------------------------- | ------- |
| Япония (Горячая сотня, Billboard Japan) | 62      |
| Япония (Стриминга, Billboard Japan)     | 76      |
| Республика Корея (Цифровой, Gaon)       | 4       |

## Награды
Песня была номинирована на первое место в музыкальном шоу Inkigayo в течение двенадцати недель подряд. Она победила в конкурсе MBC Plus X Genie Music Awards 2018 в категории Dance Track (Female).
| Программа     | Канал   | Дата            | Прим.  |
| ------------- | ------- | --------------- | ------ |
| M Countdown   | Mnet    | 11 января 2018  | [ 13 ] |
| M Countdown   | Mnet    | 22 февраля 2018 | [ 44 ] |
| Show Champion | MBC M   | 31 января 2018  | [ 45 ] |
| The Show      | SBS MTV | 6 февраля 2018  | [ 46 ] |
| Music Bank    | KBS     | 23 февраля 2018 | [ 47 ] |
| Inkigayo      | SBS     | 11 марта 2018   | [ 48 ] |
| Inkigayo      | SBS     | 8 апреля 2018   | [ 49 ] |

## Сертификация
| Регион | Сертификация | Продажи     |
| --- | ------------ | ----------- |
| Республика Корея (KMCA) | Платиновый   | 2 500 000*  |
| Стриминг |              |             |
| Республика Корея (KMCA) | Платиновый   | 100 000 000 |
| * Данные о продажах приведены только на основе сертификации. · Данные только о прослушиваниях приведены на основе сертификации. |              |             |

## История релизов
| Регион           | Релиз            | Дата          | Формат                                     | Лейбл                                       | Прим.  |
| ---------------- | ---------------- | ------------- | ------------------------------------------ | ------------------------------------------- | ------ |
| Мир              | Great!           | 3 января 2018 | Цифровая дистрибуция потоковое мультимедиа | Duble Kick Entertainment LOEN Entertainment | [ 52 ] |
| Республика Корея | Great!           | 3 января 2018 | Компакт-диск                               | Duble Kick Entertainment LOEN Entertainment | [ 53 ] |
| Мир              | BBoom BBoom — EP | 13 июня 2018  | Цифровая дистрибуция потоковое мультимедиа | King Records                                | [ 23 ] |
| Япония           | BBoom BBoom — EP | 13 июня 2018  | Компакт-диск DVD                           | King Records                                | [ 54 ] |